# Bach von der Elbinger Lei
Der Bach von der Elbinger Lei ist ein knapp ein Kilometer langer linker und nördlicher Zufluss des Kälberbachs im Westerwald.

## Geographie

### Verlauf
Der Bach von der Elbinger Lei entsteht in einem Wäldchen nördlich von Hahn am See. 
Er verläuft in südöstlicher Richtung und durchfließt dabei zwei kleine Teiche. Nach etwa 400 Metern wird er von einem Bächlein gestärkt und mündet schließlich östlich von Hahn am See in einen kleinen Stausee des Kälberbachs.

### Flusssystem Elbbach
- Fließgewässer im Flusssystem Elbbach